# Grewia monticola
Grewia monticola là một loài thực vật có hoa trong họ Cẩm quỳ. Loài này được Sond. mô tả khoa học đầu tiên năm 1850.